# Slag bij Palmito Ranch
De Slag bij Palmito Ranch of de Slag bij Palmito Hill vond plaats op 12 mei – 13 mei 1865 tijdens de Amerikaanse Burgeroorlog. Door de opeenvolging van gebeurtenissen na de overgave van Robert E. Lee op 9 april wordt deze slag bijna vergeten. Het was de laatste confrontatie uit de oorlog. De Zuidelijken wonnen afgetekend.

## Achtergrond
Begin 1865 hadden beide partijen een overeenkomst gesloten om verdere vijandelijkheden te staken. De meeste van de eenheden van de Noordelijken werden teruggetrokken en ingezet in de campagnes in het oosten. De Zuidelijken richtten hun aandacht op het beschermen van hun havens om de export van katoen en de import van goederen te vrijwaren. Ze werden daarin gesteund door de Mexicanen die een lucratieve handel hadden in het smokkelen van allerhande waren.
Wat de specifieke aanleiding ook moge geweest zijn, zeker is dat er een expeditie georganiseerd werd door Theodore H. Barrett om de buitenposten van de rebellen aan te vallen.

## De slag
Barrett gaf het bevel aan luitenant-kolonel David Branson om het depot van Brazos Santiago bij Fort Brown, onder leiding van majoor John "Rip" Ford, aan te vallen.
Het zuidelijke kampement werd met succes aangevallen, mede omdat de Zuidelijken dachten dat de vijandelijkheden gestaakt waren. De eenheden onder Branson werden na dit aanvankelijke succes teruggedreven door een nieuwe vijandelijke eenheid die ten tonele verscheen. De volgende dag vielen de Noordelijken steeds opnieuw aan, maar moesten zich uiteindelijk terugtrekken naar hun eigen basis.
Er werden 117 (4 gedood, 12 gewond, 101 gevangen genomen) slachtoffers geteld onder de Noordelijke eenheden. De Zuidelijken hadden enkele tientallen gewonden te betreuren. Net zoals de Eerste Slag bij Bull Run, werd deze allerlaatste slag geboekstaafd als een Zuidelijke overwinning.
De formele overgave van de Zuidelijke regimenten in Texas werd getekend op 26 mei 1865.
Soldaat John J. Williams van het 34th Indiana Volunteer Regiment was de laatste die sneuvelde in het gevecht en waarschijnlijk in de oorlog.